# Eugenio Caballero

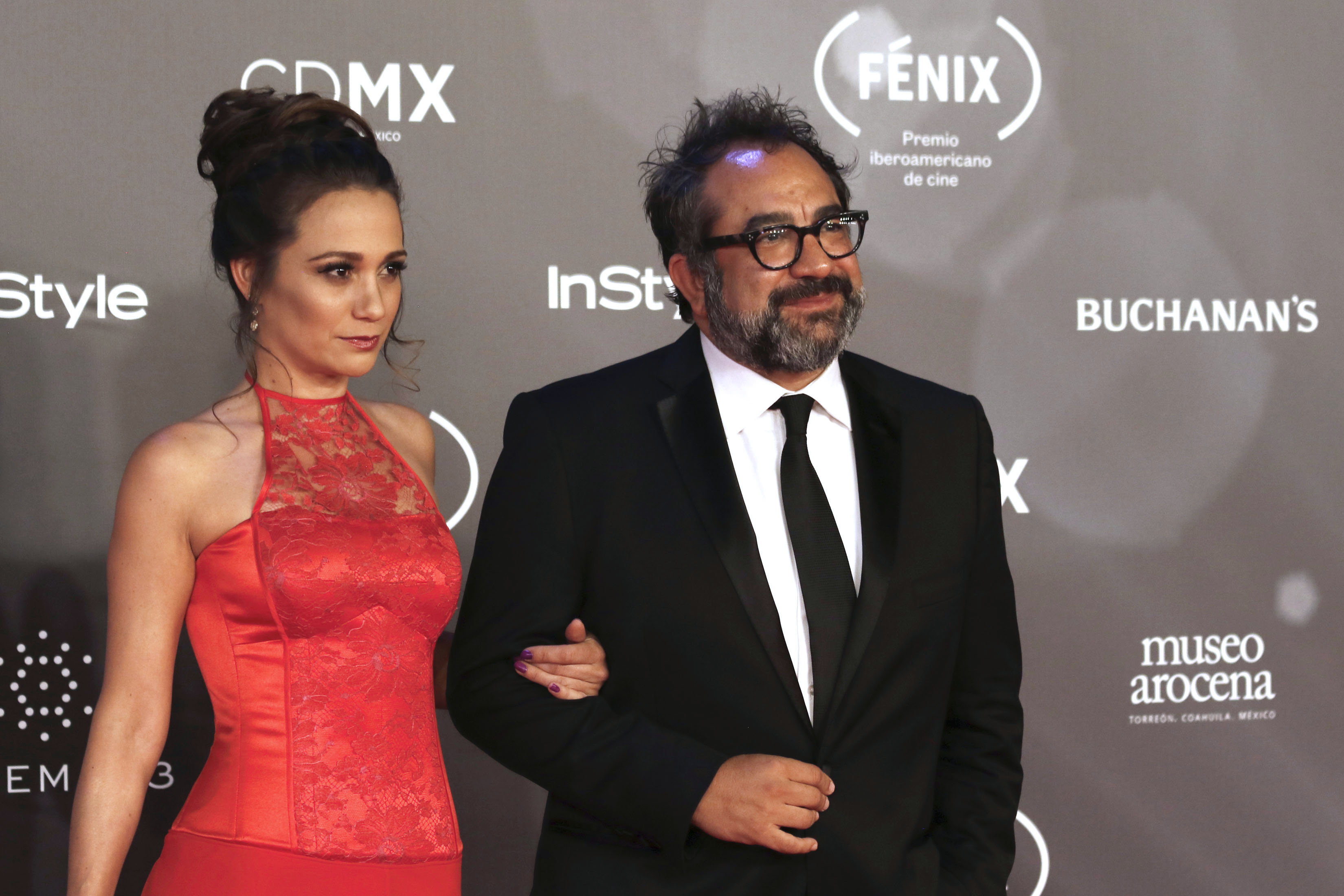
Eugenio Caballero mit der Schauspielerin Gabriela Zas Montero (2017)

Eugenio Caballero (* 1970 in Mexiko-Stadt) ist ein mexikanischer Szenenbildner. Für seine Arbeit an dem Film Pans Labyrinth gewann er 2007 einen Oscar.

## Leben
Caballero studierte von 1989 bis 1991 Kunst- und Kinogeschichte in Florenz. Danach kehrte er nach Mexiko zurück und arbeitete am Instituto Nacional de Bellas Artes y Literatura und der Universidad Iberoamericana Ciudad de México. Nachdem er zunächst als Szenenbildner und Artdirector für Musikvideos und Werbefilme gearbeitet hatte, wirkte er 1996 als assistierender Ausstatter an dem Film William Shakespeares Romeo + Julia von Regisseur Baz Luhrmann mit.
Es folgten einige mexikanische Produktionen, darunter Santitos aus dem Jahr 1999, für den Caballero beim Cartagena Film Festival und beim Gramado Film Festival ausgezeichnet wurde. Sowohl für Santitos als auch für Seres humanos aus dem Jahr 2001 wurde er bei den Ariel Awards, dem wichtigsten mexikanischen Filmpreis, jeweils für einen Silbernen Ariel nominiert. Diesen konnte er 2004 für den Film Zurdo gar gewinnen.
Im Jahr 2006 war Caballero für das Szenenbild des Films Pans Labyrinth von Guillermo del Toro verantwortlich. Für seine Arbeit gewann Caballero bei der Oscarverleihung 2007 einen Oscar in der Kategorie Bestes Szenenbild. Mit weiteren Ehrungen wurde er für diesen Film bei den Los Angeles Film Critics Association Awards, den Ariel Awards und der Preisverleihung der Art Directors Guild ausgezeichnet. Dazu kamen Nominierungen bei den BAFTA Awards, dem Goya und den Satellite Awards.
Seit seinem Erfolg bei den Oscarverleihungen ist Caballero verstärkt bei internationalen Filmen im Einsatz, darunter sind etwa Resident Evil: Extinction oder The Runaways. Das unter anderem mit dem Oscar als bester fremdsprachiger Film ausgezeichnete mexikanische Filmdrama Roma von Alfonso Cuarón brachte ihm zusammen mit Bárbara Enríquez 2019 eine weitere Nominierung für den Oscar ein.

## Filmografie (Auswahl)
- 1996: William Shakespeares Romeo + Julia (William Shakespeare’s Romeo + Juliet)
- 2006: Pans Labyrinth (El laberinto del fauno)
- 2007: Resident Evil: Extinction
- 2009: The Limits of Control
- 2010: The Runaways
- 2013: Europa Report
- 2013: Club sándwich
- 2013: Manto acuífero
- 2014: Aloft
- 2016: Me estás matando Susana
- 2016: Sieben Minuten nach Mitternacht (A Monster Calls)
- 2018: Roma
- 2022: Bardo, die erfundene Chronik einer Handvoll Wahrheiten (Bardo, falsa crónica de unas cuantas verdades)